# Берёзовский (Ростовская область)
Берёзовский — хутор в Егорлыкском районе Ростовской области.
Входит в состав Кавалерского сельского поселения.

## Население
| 1989 | 2002 | 2010 |
| ---- | ---- | ---- |
| 131  | ↘102 | ↘100 |

## Улицы
На хуторе имеется одна улица: Дубинец.